# تیزیانو ماگیولینی
تیزیانو ماگیولینی (انگلیسی: Tiziano Maggiolini؛ زادهٔ ۲ آوریل ۱۹۸۰) بازیکن فوتبال اهل ایتالیا است.
از باشگاه‌هایی که در آن بازی کرده‌است می‌توان به باشگاه فوتبال کوزنتسا کالچو، باشگاه فوتبال فروزینونه، باشگاه فوتبال ویرتوس لانچانو، باشگاه فوتبال ونتزیا، باشگاه فوتبال لاتینا، باشگاه فوتبال دلفینو پسکارا، باشگاه فوتبال نووارا، باشگاه فوتبال پالرمو، و باشگاه فوتبال ترنانا اشاره کرد.